# ルベン・アモリム
ルベン・フィリペ・マルケス・アモリム（Rúben Filipe Marques Amorim ポルトガル語発音: [ˈʁubɛn ɐmuˈɾĩ]、1985年1月27日 - ）は、ポルトガル・リスボン出身の元サッカー選手、現サッカー指導者。元ポルトガル代表。現役時代のポジションはミッドフィールダー。現在はプレミアリーグのマンチェスター・ユナイテッドFCの監督を務める。
同胞のティアゴ・メンデスのようにセントラルMFとして守備的にも攻撃的にも両方プレーが出来、アモリムはさらに右SHや右SBとしてもプレーした。

## 選手時代

### ベレネンセス
2000年からSLベンフィカのユースチームに所属。2002年にCFベレネンセスのユースへ移籍し、2003年にトップチーム昇格。12月14日のFCアルヴェルカをホームに迎えた試合で、試合終了残り1分での出場がスーペル・リーガデビュー戦、チームは2-0で勝利した。以降はユースとトップ両方の試合に出場し、2005-06シーズンからは完全にトップチームへと移行していった。
2007年夏になると、ユース時代を過ごしたSLベンフィカを始めSCブラガ, FCポルトのポルトガル国内のみならずトッテナム・ホットスパーFC, トゥールーズFC等の国外のクラブも興味を示したが、アモリム本人は残留を希望し、またクラブ側もオファーを拒否した。このシーズンは29試合2,491分出場し、8位でフィニッシュした。

### ベンフィカ
2008年4月、ベレネンセスとの契約が終了したアモリムはフリーエージェントでSLベンフィカに移籍した。1年目の2008-09シーズンからレギュラーとしてプレーすると、11月23日のアカデミカ・コインブラ戦で移籍後初ゴールを決め2-0で勝利した。2009-10シーズン、チームは実に5シーズンぶりとなるリーグとタッサ・ダ・リーガをするも、新加入のハビ・ガルシアとラミレスの影響で24試合中スタメン10試合に減少、その少ない時間の中で顕著なプレーを見せ、優勝に貢献した。
2010-11シーズンは、ジョルジェ・ジェズス監督の下でレギュラーとして再びプレーしていたものの、2011年1月19日に両膝の手術のため数ヶ月欠場することを余儀なくされた。
2011年10月初期、ポルトガル代表に招集中に、"チームはたった1人の代表選手なしで殆どの試合をしている"と自国人をあまり起用しないジェズス監督を批判した。12月のリオ・アヴェFC戦では、数分間ウォーミングアップをしても使われない苦境にますます嫌気が差し、さらに試合後にベンチの選手としてトレーニングすることを拒否したため懲戒処分を受けた。2012年1月30日、翌2013年6月までの期間でSCブラガへ貸し出された。2015年8月14日、アル・ワクラSCへ1シーズン貸し出された。
2017年4月4日、現役引退を発表した。

### 代表

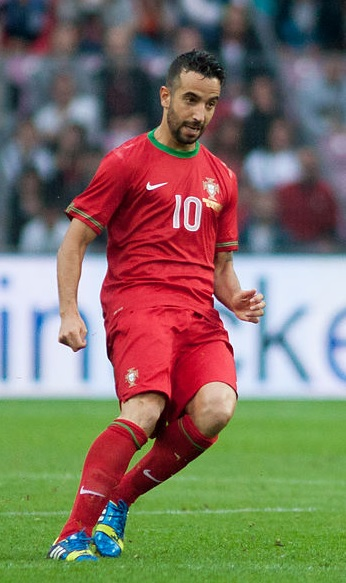
ポルトガル代表時代（2013年）

ポルトガル代表としてオランダで開催されたUEFA U-21欧州選手権2007に出場した。最終的に5位決定戦でイタリアに敗れたため、翌年の北京オリンピック出場は出来なかった。
2010年5月10日、当初は2010 FIFAワールドカップの23名に選ばれず、6名のバックアップメンバーとしての登録だった。しかし、ナニが左鎖骨の怪我で離脱したため、追加招集という形ながらも、2010 FIFAワールドカップのメンバーに選出された。6月15日のコートジボワール戦で試合終了残り5分のところでラウール・メイレレスに代わり出場し、A代表デビューを果たした。

## 指導者時代
2018-19シーズンにポルトガル3部のカーザ・ピアACで監督業をはじめたが、2019年1月に辞任。

### SCブラガ
2019年9月にSCブラガのリザーブチームの監督に就任したが、わずか3ヶ月後の12月にトップチーム監督のリカルド・サ・ピントが解任され、後任としてブラガ監督に就任する。2020年1月25日、カップ戦タッサ・ダ・リーガ決勝でFCポルトに勝利し、監督として初のタイトルを手にした。しかしシーズン途中の同年3月に辞任し、スポルティングCPに電撃移籍した。

### スポルティングCP
2020年3月のシーズン途中から、母国の名門クラブ・スポルティングCPの監督に就任。前所属のSCブラガに高額の違約金を支払っての獲得であった。翌2020-21シーズンでは早々にクラブの期待に応え、チームを19年ぶりのプリメイラ・リーガ優勝に導く。カップ戦タッサ・ダ・リーガも制覇して、フルシーズン初年度から2冠の大きな結果を残した。
翌2021-22シーズンは昨シーズンと同じ勝ち点85ポイントを獲得しながらもプリメイラ・リーガ2位に甘んじたが、タッサ・ダ・リーガを2連覇している。
2023-24シーズン、3年ぶりのプリメイラ・リーガを制覇。
2024年11月1日、プレミアリーグのマンチェスター・ユナイテッドFC監督の移籍を発表。10日の国内リーグ戦を最後に、リーガ全勝の成績でチームを離れた。

### マンチェスター・ユナイテッド
2024年11月、ポルトガルのスポルティングCPから途中移籍し、11日よりチームに就任。2027年6月までの契約で、1年間の延長オプションが付帯している。

## 個人成績

### クラブ
| クラブ              | シーズン | リーグ              | リーグ | リーグ | カップ | カップ | リーグカップ | リーグカップ | 国際大会 | 国際大会 | その他 | その他 | 通算 | 通算 |
| クラブ              | シーズン | ディビジョン        | 出場   | 得点   | 出場   | 得点   | 出場         | 得点         | 出場     | 得点     | 出場   | 得点   | 出場 | 得点 |
| ------------------- | -------- | ------------------- | ------ | ------ | ------ | ------ | ------------ | ------------ | -------- | -------- | ------ | ------ | ---- | ---- |
| ベレネンセス        | 2003-04  | プリメイラ・リーガ  | 2      | 0      | 0      | 0      | 0            | 0            | 0        | 0        | —      | —      | 2    | 0    |
| ベレネンセス        | 2004-05  | プリメイラ・リーガ  | 17     | 0      | 0      | 0      | 0            | 0            | 0        | 0        | —      | —      | 17   | 0    |
| ベレネンセス        | 2005-06  | プリメイラ・リーガ  | 25     | 3      | 1      | 0      | 0            | 0            | 0        | 0        | —      | —      | 26   | 3    |
| ベレネンセス        | 2006-07  | プリメイラ・リーガ  | 23     | 1      | 6      | 1      | 0            | 0            | 0        | 0        | —      | —      | 29   | 2    |
| ベレネンセス        | 2007-08  | プリメイラ・リーガ  | 29     | 0      | 1      | 0      | 0            | 0            | 2        | 0        | —      | —      | 32   | 0    |
| ベレネンセス        | 通算     | 通算                | 96     | 4      | 8      | 1      | 0            | 0            | 2        | 0        | 0      | 0      | 106  | 5    |
| ベンフィカ          | 2008-09  | プリメイラ・リーガ  | 26     | 2      | 2      | 0      | 5            | 0            | 2        | 0        | —      | —      | 35   | 2    |
| ベンフィカ          | 2009-10  | プリメイラ・リーガ  | 24     | 3      | 2      | 0      | 2            | 1            | 10       | 0        | —      | —      | 38   | 4    |
| ベンフィカ          | 2010-11  | プリメイラ・リーガ  | 12     | 0      | 2      | 0      | 1            | 0            | 2        | 0        | 1      | 0      | 18   | 0    |
| ベンフィカ          | 2011-12  | プリメイラ・リーガ  | 6      | 0      | 2      | 0      | 0            | 0            | 6        | 0        | —      | —      | 14   | 0    |
| ベンフィカ          | 2013-14  | プリメイラ・リーガ  | 17     | 0      | 6      | 0      | 5            | 0            | 9        | 0        | —      | —      | 37   | 0    |
| ベンフィカ          | 2014-15  | プリメイラ・リーガ  | 10     | 0      | 0      | 0      | 1            | 0            | 0        | 0        | 1      | 0      | 12   | 0    |
| ベンフィカ          | 通算     | 通算                | 95     | 5      | 14     | 0      | 14           | 1            | 29       | 0        | 2      | 0      | 154  | 6    |
| ベンフィカB         | 2014-15  | リーガ・ポルトガル2 | 2      | 0      | —      | —      | —            | —            | —        | —        | —      | —      | 2    | 0    |
| ブラガ (loan)       | 2011-12  | プリメイラ・リーガ  | 8      | 0      | 0      | 0      | 0            | 0            | 2        | 0        | —      | —      | 10   | 0    |
| ブラガ (loan)       | 2012-13  | プリメイラ・リーガ  | 22     | 4      | 3      | 0      | 4            | 1            | 7        | 0        | —      | —      | 36   | 5    |
| ブラガ (loan)       | 通算     | 通算                | 30     | 4      | 3      | 0      | 4            | 1            | 9        | 0        | 0      | 0      | 46   | 5    |
| アル・ワクラ (loan) | 2015-16  | スターズリーグ      | 14     | 2      | —      | —      | —            | —            | —        | —        | —      | —      | 14   | 2    |
| 総通算              | 総通算   | 総通算              | 237    | 15     | 25     | 1      | 18           | 2            | 40       | 0        | 2      | 0      | 322  | 18   |

## 代表歴

### 出場大会
- ポルトガル代表
  - 2010 FIFAワールドカップ
  - 2014 FIFAワールドカップ

### 試合数
- 国際Aマッチ 14試合 0得点（2010年-2014年）[25]

| ポルトガル代表 | 国際Aマッチ | 国際Aマッチ |
| 年             | 出場        | 得点        |
| -------------- | ----------- | ----------- |
| 2010           | 1           | 0           |
| 2012           | 3           | 0           |
| 2013           | 6           | 0           |
| 2014           | 4           | 0           |
| 通算           | 14          | 0           |

## 監督成績
2024年11月11日現在
| クラブ           | 国               | 就任           | 退任           | 記録 | 記録 | 記録 | 記録 | 記録 | 記録 | 記録 | 記録   |
| クラブ           | 国               | 就任           | 退任           | 試   | 勝   | 分   | 敗   | 得   | 失   | 差   | 勝率 % |
| ---------------- | ---------------- | -------------- | -------------- | ---- | ---- | ---- | ---- | ---- | ---- | ---- | ------ |
| カーザ・ピア     | ポルトガルの旗   | 2018年7月1日   | 2019年1月7日   | 4    | 3    | 0    | 1    | 17   | 3    | +14  | 075.00 |
| ブラガB          | ポルトガルの旗   | 2019年9月16日  | 2019年12月23日 | 11   | 8    | 2    | 1    | 27   | 7    | +20  | 072.73 |
| ブラガ           | ポルトガルの旗   | 2019年12月23日 | 2020年3月4日   | 13   | 10   | 1    | 2    | 27   | 13   | +14  | 076.92 |
| スポルティングCP | ポルトガルの旗   | 2020年3月4日   | 2024年11月10日 | 231  | 164  | 34   | 33   | 510  | 199  | +311 | 071.00 |
| マンチェスターU  | イングランドの旗 | 2024年11月11日 |                |      |      |      |      | —    |      |      |        |
| 通算             | 通算             | 通算           | 通算           | 259  | 185  | 37   | 37   | 581  | 222  | +359 | 071.43 |

## タイトル

### 選手
ベンフィカ
- プリメイラ・リーガ: 2009-10, 2013-14, 2014-15[26]
- タッサ・デ・ポルトガル: 2013-14
- タッサ・ダ・リーガ: 2008-09, 2009-10, 2010-11, 2013-14, 2014-15
- スーペルタッサ・カンディド・デ・オリベイラ: 2014
- UEFAヨーロッパリーグ準優勝: 2013-14[27]

ブラガ
- タッサ・ダ・リーガ: 2012-13

### 監督
ブラガ
- タッサ・ダ・リーガ: 2019-20[28]

スポルティング
- プリメイラ・リーガ: 2020-21,[29] 2023-24
- タッサ・ダ・リーガ: 2020-21,[30] 2021-22
- スーペルタッサ・カンディド・デ・オリベイラ: 2021[31]